# Rhipidia plurinervis
Rhipidia plurinervis là một loài ruồi trong họ Limoniidae. Chúng phân bố ở miền Australasia.